# Plastophora postobscura
Plastophora postobscura är en tvåvingeart som beskrevs av Rudolf Beyer 1958. Plastophora postobscura ingår i släktet Plastophora och familjen puckelflugor.
Artens utbredningsområde är Myanmar. Inga underarter finns listade i Catalogue of Life.